# Storkowo (powiat szczecinecki)
Storkowo (dawniej niem. Storkow) – wieś w Polsce położona w województwie zachodniopomorskim, w powiecie szczecineckim, w gminie Grzmiąca.